# Макарий (Муминов)
Епи́скоп Мака́рий (в миру Влади́мир Никола́евич Муми́нов; род. 23 декабря 1970, Ступино, Московская область) — архиерей Русской православной церкви,  епископ Нерчинский и Краснокаменский.

## Биография
В 1986—1990 года обучался в Ожерельевском техникуме железнодорожного транспорта Министерства путей сообщения. С 1990 по 1992 год проходил срочную службу в Бронетанковых войсках Прибалтийского военного округа. В 1992—1999 года работал по гражданской специальности «техник-электромеханик изотермического подвижного состава и холодильного хозяйства».
В августе 1999 году поступил послушником в братию Михайло-Архангельского монастыря села Козиха Ордынского района Новосибирской области. В монастыре исполнял послушания старшего пилорамы, руководителя сельскохозяйственного комплекса, руководил строительными работами.
4 января 2002 года в Михайло-Архангельском монастыре села Козиха Новосибирской области по благословению архиепископа Новосибирского и Бердского Тихона (Емельянова) игуменом Артемий (Снигуром) был пострижен в монашество с именем Макарий в честь Макария Великого.
В 2008 году окончил Томскую духовную семинарию.
В 2011 году перешёл в Петропавловскую и Камчатскую епархию, где стал насельником Пантелеимонова мужского монастыря в Петропавловске-Камчатском.
30 октября 2011 года в Свято-Троицком кафедральном соборе в Петропавловске-Камчатском епископом Петропавловским и Камчатским Артемием (Снигуром) рукоположен во иеродиакона.
По благословению правящего архиерея стал куратором строительства на территории Пантелеимонова мужского монастыря Камчатского Морского Собора — храма-памятника в честь всех погибших в море. В 2019 году строительство храма было полностью завершено.
В октябре 2020 года перешёл в клир Хабаровской епархии и назначен руководителем епархиального строительно-архитектурного отдела.
1 ноября 2020 года в Спасо-Преображенском кафедральном соборе в Хабаровске митрополитом Хабаровским и Приамурским Артемием (Снигуром) хиротонисан во иеромонаха.
23 июля 2021 года назначен настоятелем прихода в честь святого благоверного князя Димитрия Донского в поселке Корфовский Хабаровского края.
1 сентября 2022 года назначен руководителем отдела по взаимодействию с казачеством Хабаровской епархии.

### Архиерейство
30 мая 2024 года решением Священного синода РПЦ был избран епископом Нерчинским и Краснокаменским.
2 июня 2024 года в домовом храме Хабаровской духовной семинарии во имя святителя Иннокентия Московского епископом Бикинским Пантелеимоном (Бердниковым) возведён в сан архимандрита.
12 июня 2024 года в Тронном зале кафедрального соборного Храма Христа Спасителя наречён во епископа Нерчинского и Краснокаменского.
12 июля 2024 года в императорском соборе апостолов Петра и Павла в Петропавловской крепости хиротонисан во епископа Нерчинского и Краснокаменского. Хиротонию совершили: Патриарх Кирилл, митрополит Санкт-Петербургский и Ладожский Варсонофий (Судаков), митрополит Воскресенский Григорий (Петров), митрополит Хабаровский и Приамурский Артемий (Снигур), митрополит Читинский и Петровск-Забайкальский Димитрий (Елисеев), епископ Нарвский и Причудский Лазарь (Гуркин), епископ Кронштадтский Вениамин (Кириллов), епископ Выборгский и Приозерский Варнава (Баранов), епископ Тихвинский и Лодейнопольский Мстислав (Дячина), епископ Гатчинский и Лужский Митрофан (Осяк), епископ Петергофский Силуан (Никитин), епископ Раменский Алексий (Туриков)